# ビーアンドピー
株式会社ビーアンドピー（B&P Co.,Ltd.）は、大阪府大阪市と東京都中央区に本社を置く印刷会社。東京証券取引所スタンダード市場上場。

## 概要
1985年10月に設立。設立以来インクジェットプリントサービスに強みを持つ。近年ではデジタルサイネージ事業、デジタルプロモーション事業、ウェブプロモーション事業も手掛けている他、プロモーション事業に関しては拡張現実も積極的に導入している。

## 沿革
- 1985年10月 - 大阪市西区にて和田山コピーセンター株式会社として設立。
- 1990年11月 - 株式会社ビーアンドピー（初代）を設立し、大判カラープリント事業をビーアンドピー（初代）に移管。
- 1991年10月 - 大判カラープリント事業を和田山コピーセンターに移管すると同時に、和田山コピーセンターの商号を株式会社ビーアンドピー（2代）に変更。株式会社ビーアンドピー（初代）は清算。
- 1996年4月 - 世界初となる写真画質のインクジェットプリンターを導入。
- 2001年10月 - コピーサービス事業から撤退。
- 2002年7月 - 南青山営業所を東京都港区に開設（2007年1月に東京営業所に改組）。
- 2009年10月 - リサイクル可能な段ボール商品「リボード」の取扱いを開始。
- 2013年7月 - 5ｍ幅までの出力を可能とする高速広幅UV出力機を大阪本社に導入。
- 2014年
  - 1月 - 東京営業所を東京本社に改組し、大阪本社から本社機能の一部を移転。
  - 7月 - インターネット通販サイトである「ハイプリント」の営業を開始。
  - 11月 -高速広幅UV出力機の最新鋭モデルを東京本社に導入。
- 2015年5月 - 布地への出力を可能とする昇華転写出力サービスを開始。
- 2016年11月 - 株式会社ニコールを子会社化。
- 2018年
  - 3月 - 3Dプリントサービスを開始。
  - 7月 - 株式会社ニコールを吸収合併。
- 2019年7月 - 東京証券取引所マザーズに株式を上場。
- 2021年
  - 2月 - デジタルサイネージ事業を開始。
  - 5月 - インターネット通販サポート事業を開始。
  - 11月 - 東京証券取引所第二部に市場変更[7]。
- 2022年
  - 8月 - 「ハイプリント」を「インクイット」にリニューアル。
  - 12月 - オーダーグッズ制作サービスを開始。
- 2023年6月 - 拡張現実（AR）技術を活用したサービスである「Promotion AR」を開始。
- 2024年
  - 1月 - ARサービスである「Novelty AR」を開始。
  - 11月 - 株式会社イデイを子会社化[8]。

## 事業所
- 大阪本店 - 大阪府大阪市西区江戸堀2丁目6-33 江戸堀フコク生命ビル3F
- 東京本社 - 東京都中央区八丁堀2丁目9-1 RBM東八重洲ビル1F
- 横浜ファクトリー - 神奈川県横浜市神奈川区守屋町3丁目94号棟
- 名古屋営業所 - 愛知県名古屋市中村区名駅5丁目21-8　船入ビル1F
- 福岡営業所 - 福岡県福岡市博多区博多駅前4丁目20-23　セントラルビル215
- 京都営業所 - 京都府京都市下京区松原通烏丸西入ル玉津島町294